# Возрождение (альманах)
Альманах «Возрождение»  — литературно-художественный и научно-популярный, иллюстрированный альманах. В 1922—1923 годах в коммерческом издательстве «Время» было выпущено два тома.

## Содержание тома 1 альманаха. 1922 год
- Гусятинский А. Волга.
- Стонов Д.[1] Последние дни В.Г. Короленко: Клочки воспоминаний.
- Каменский В. Ставка на бессмертие: Роман в стихах.
- Лондон Д. Смирительная рубашка: Социальный роман / Перевод с английского С. Г. Займовского.
- Эренбург И. Раздумья: Строфы мятежной души. Содержание: Крымские раздумья; Московские раздумья
- Ярославцев П.[2] Рабы.
- Волошин М. Опять бреду я босоногий…
- Волошин М. Ветер с неба облак вытер…
- Волошин М. Сквозь облак тяжелые свитки…
- Шебуев Н.[3] Девушка, как две капли росы, похожая на жену короля: Сказка.
- Яворский П. Морская стража: Баллада.
- Стонов Д. Девушка с левкоями.
- Мандельштам О. Среди священников левитом молодым…
- Миндлин Э.[4] Успенский собор.
- Ходосов А. Потомки "Чингис-хана": Очерки Джунгарии: Илийский край.
- Ярославцев П. Четыре черта: (Посвящается памяти Густава Дехерте).
- Яворский П. Хищники.
- Вагнер П. Старый пшют[5].

## Содержание тома 2 альманаха. 1923 год
- Мандельштам О. Холодок щекочет темя…
- Булгаков М. Записки на манжетах[6].
- Цветаева М. Любви старинные туманы.
- Леонов Л. Конец мелкого человека.
- Каменский В. Ставка на бессмертие: Роман в стихах. Окончание. Начало: Том 1.
- Пильняк Б. Нижний на Волге: Отрывок из повести «Черный хлеб».
- Мандельштам О. Ветер нам утешенье принес…
- Лондон Д. Смирительная рубашка: Социальный роман: Продолжение / Перевод с английского С.Г. Займовского.
- Цветаева М. А всему предпочла…
- Ярославцев П. Эксплуататор.
- Мандельштам О. Как растет хлебов опара…
- Козырев М. Повесть о том, как с Андреем Петровичем ничего не случилось.
- Голлербах Э. Портреты. Содержание: Анна Ахматова; Михаил Кузмин; Александр Блок.
- Миндлин Э. Начало романа «Возвращение доктора Фауста».
- Варшавский Л. Гравюра и литография.
- Варшавский Л. Этапы гравюры и литографии в Европе: Ксилография.
- Варшавский Л. Офорт и гравюрные манеры.
- Варшавский Л. Гравюра резцом.
- Варшавский Л. Линогравюра.
- Варшавский Л. Литография.
- Варшавский Л. Гравюра литография в России.
- Голлербах Э. Образ Блока: Воспоминания, впечатления, наброски.
- Русов Н. Н.[7] О революционном романтическом театре.
- Евреинов Н. Н. Драматический мотив параклета: Купюры 1 акта пьесы «Самое главное».
- Каменский В. Здесь славят разум: Трагикомедия в 3 действиях.
- Зозуля Е. Хлам: Трагедия-сатира в 10 картинах.
- Тихонов Н. Радио. Кино.
- Соболев И. Шиповник. Сб. 1. Без места. Без года.
- Соболев И., Лундберг Е. Записки писателя. Без места. Без года.
- Соболев И., Слонимский М. 6-й стрелковый: Рассказы. Без места. Без года.
- Соболев И., Чуковский К. Некрасов как художник. Без места. Без года.
- Соболев И., Уитман У. Листья травы. Без места. Без года.
- Русов Н. Н., Волькенштейн В. Черный рыцарь. Без места. Без года.
- Русов Н. Н., Эренбург И. Раздумия. Без места. Без года.
- Русов Н. Н., Гроссман Л. Плеяда: Цикл сонетов. Без места. Без года.
- Русов Н. Н., Гроссман Л. Три современника: Тютчев, Достоевский, А. Григорьев. Без места. Без года.
- Русов Н. Н., Эфрос А. Портрет Натана Альтмана. Без места. Без года.